# آیاس کوچک

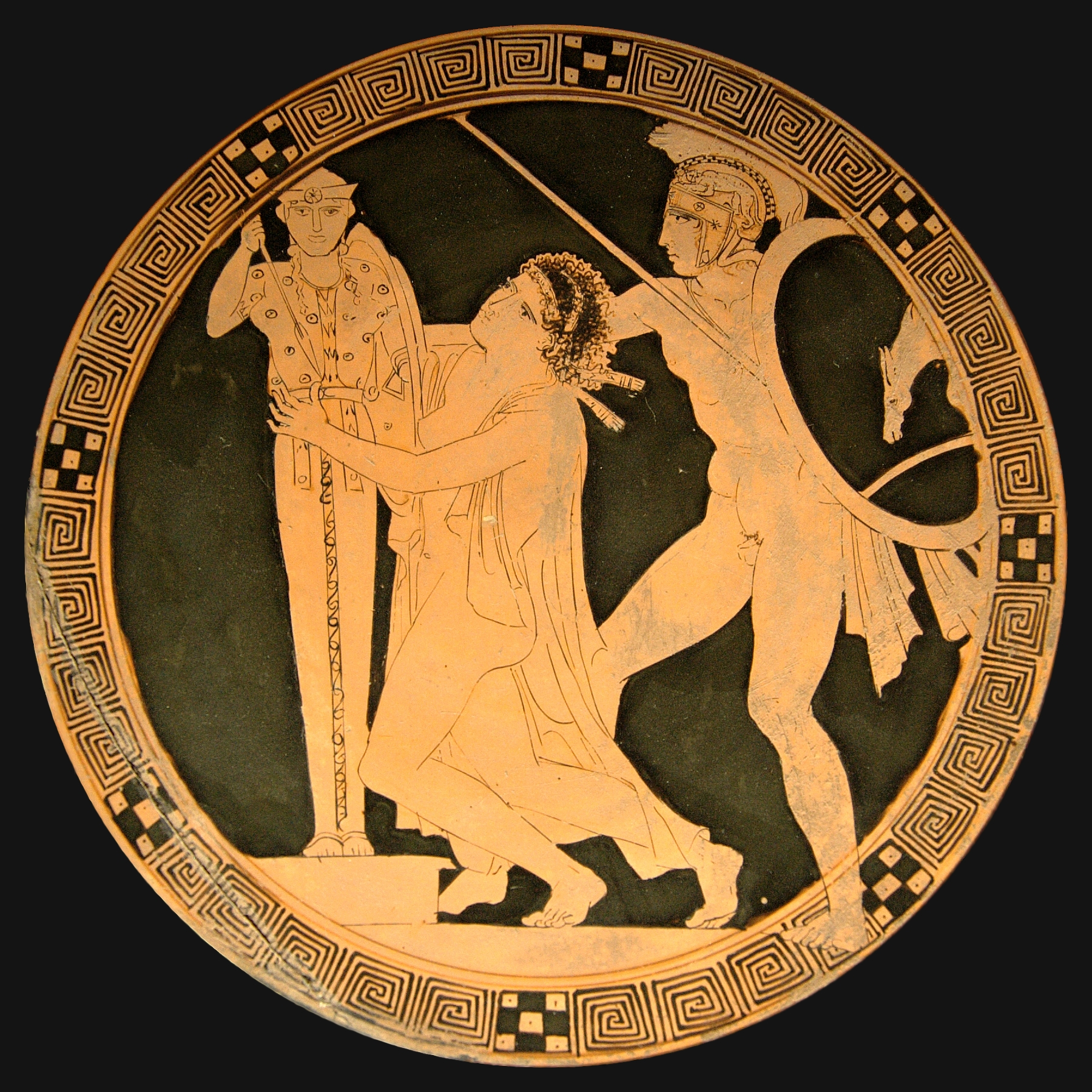
تجاوز آیاس کوچک به کاساندرا پس از جنگ تروآ

آیاس کوچک یا آژاکس کوچک (یونانی باستان: Αἴας) یک قهرمان در فرقه قهرمان یونانی و اسطوره‌شناسی یونانی، پسر اویلئوس، پادشاه لوکریس بود. او را آژاکس کوچک یا «لوکریایی» می‌نامیدند، تا او را از آژاکس بزرگ (آیاس)، پسر تلامون متمایز کنند.

## در جنگ تروآ

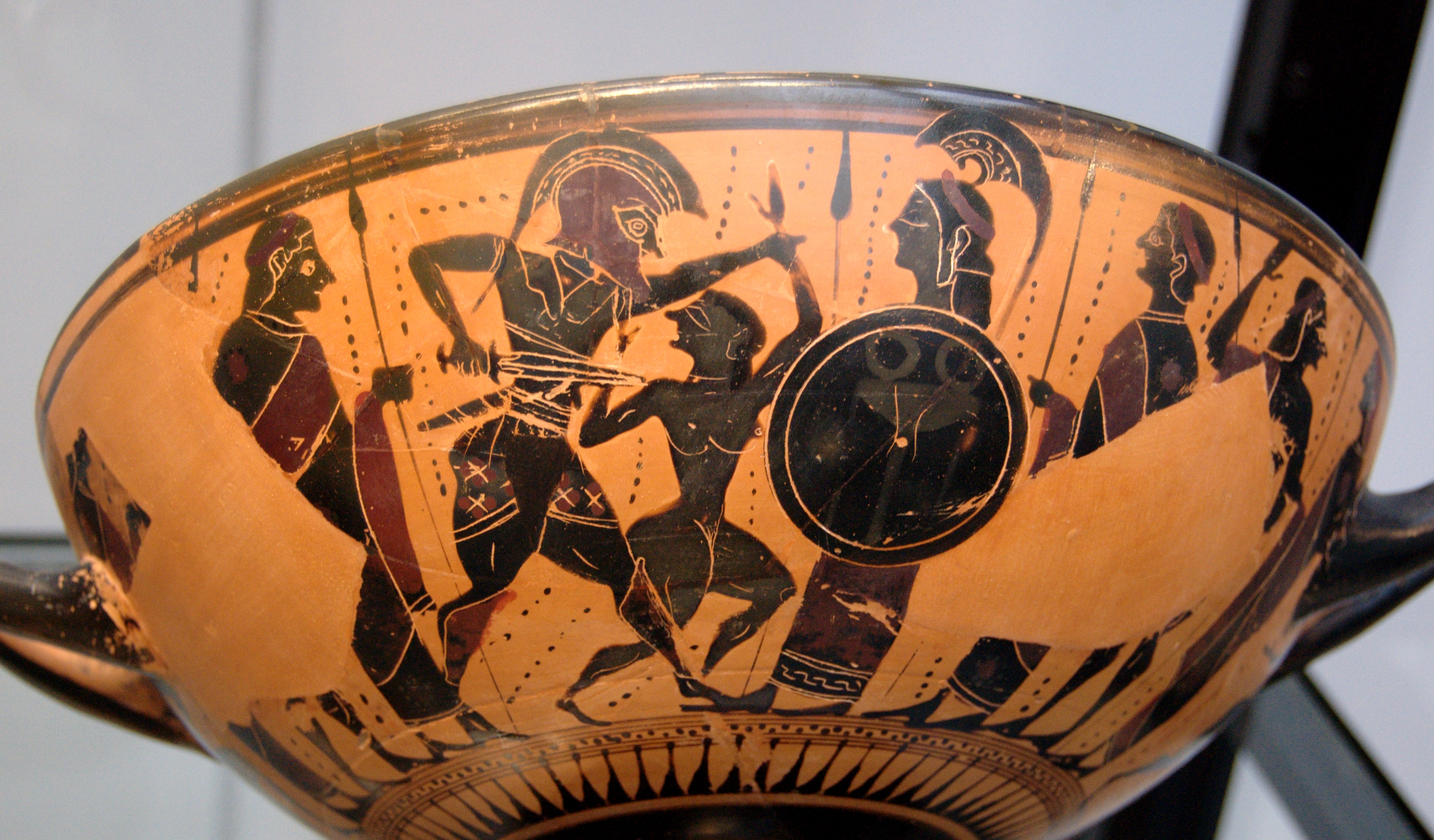
تجاوز آژاکس به کاساندرا از پالادیوم. مجسمه سیاه زیر شیروانی Kylix، حدود 550 قبل از میلاد

او در غارت تروا شرکت کرد و شاهزاده خانم تروایی کاساندرا را از معبد آتنا بیرون کشید و در برخی روایت‌ها به او در معبد تجاوز کرد. این قسمت خاص اغلب در هنر یونانی نشان داده شد. پس از فاش شدن جنایت او، از بقیه یونانیان پنهان شد تا زمانی که آنها رفتند. همان‌طور که آژاکس سپس راهی خانه خود شد، آتنا باعث شد کشتی او پس از برخورد صاعقه غرق شود. آژاکس و برخی از مردانش با کمک پوزیدون جان سالم به در بردند و به صخره ای چسبیده بودند و در آنجا به سرکشی خدایان فریاد زد. پوزئیدون که از این سرپیچی رنجیده شده بود، صخره را شکافت تا آژاکس توسط دریا بلعیده شود.